# Windowsアドレス帳
Windowsアドレス帳 (Windows Address Book)はMicrosoft Windows XP以前に同梱されていたソフトウェアで、ユーザーは複数のプログラムで共有できる連絡先リストを作成できた。アドレス帳に保存された連絡先情報は、Outlook Expressで使用されるのが最も一般的な使われ方だった。 1996年にInternet Explorer 3で導入され、その後のバージョンで改善された。  Windowsアドレス帳APIは、LDAPサーバにクエリを実行したり、ローカルの.wabファイルへのデータの読み取り/書き込みを実行したりできる。Windows Vistaでは、日本語では同名の異なるアプリ (英語名: Windows Contacts)に置き換えられた。

## 概要
Windowsアドレス帳は、人に関する情報を検索および編集するためのローカルデータベースとユーザーインターフェイスを備えたアプリケーションであり、LDAPを使用してネットワークディレクトリサーバーにクエリを実行できる。また、他のアプリケーションでもWABを使用できる。 Microsoft Office Outlookは独自の.pst ファイルを電子メールメッセージの保存に用いる。ただし、連絡先を.wabからインポートすることはできる。 Microsoft Exchange/Windows Messagingは個人用アドレス帳に.pab ファイルを利用する。

## 特徴
- 個人情報やビジネス情報など、包括的な連絡先情報をタブに保存できる。
- Outlook Expressと統合できる。
- 他のアプリケーションと連携するためのプログラム可能なAPIを提供する。アプリケーションは、追加のカスタム情報を格納するためのタブやフィールドの追加、ツールバーのカスタマイズなどの機能を拡張することもできる。
- 連絡先グループおよびフォルダ内に連絡先を保存できる。
- セキュリティを強化するために、プレーンテキストでのみ連絡先に選択的にメールを送信できる。
- vCard2.1およびCSV形式との間でカードをエクスポートおよびインポートできる。 LDIFやその他の形式からインポートすることもできる。
- 連絡先データベースでエントリを検索し、連絡先を名または姓で並べ替えることができる。
- 受信したメールから連絡先を自動的に追加できる。
- 連絡先リストをメモ、名刺、または電話リストのスタイルで印刷できる。

## セキュリティリスク
2000年5月、 ILOVEYOUウイルスは、Windowsアドレス帳が、ユーザーの連絡先にアクセスして電子メールを送信することにより、悪意のあるソフトウェアを拡散するエクスプロイトの一部になり得ることを示した。それ以来、この手法は多くの商用スパマーに採用された。

## Outlookとの統合
Windowsアドレス帳の文書化されていない機能の1つとして、 Microsoft Office Outlookとの統合がある。 レジストリ値を、次のレジストリキーの場所に設定する必要がある。
注：ユーザーは、変更を加える前にレジストリをバックアップする必要がある。
HKCU\Software\Microsoft\WAB\WAB4
この場所に「UseOutlook」という名前のDWORD値（まだ存在しない場合）を値を1に設定して作成すると、Outlookの連絡先がWindowsアドレス帳と共有される。この機能は、Windows XPとOutlook 2003までのバージョンでのみ機能する。 Windows Vistaで導入された同名のソフトウェアであるWindowsアドレス帳は、Outlookとの連絡先の共有をサポートしない。